# Mirosław Panufnik

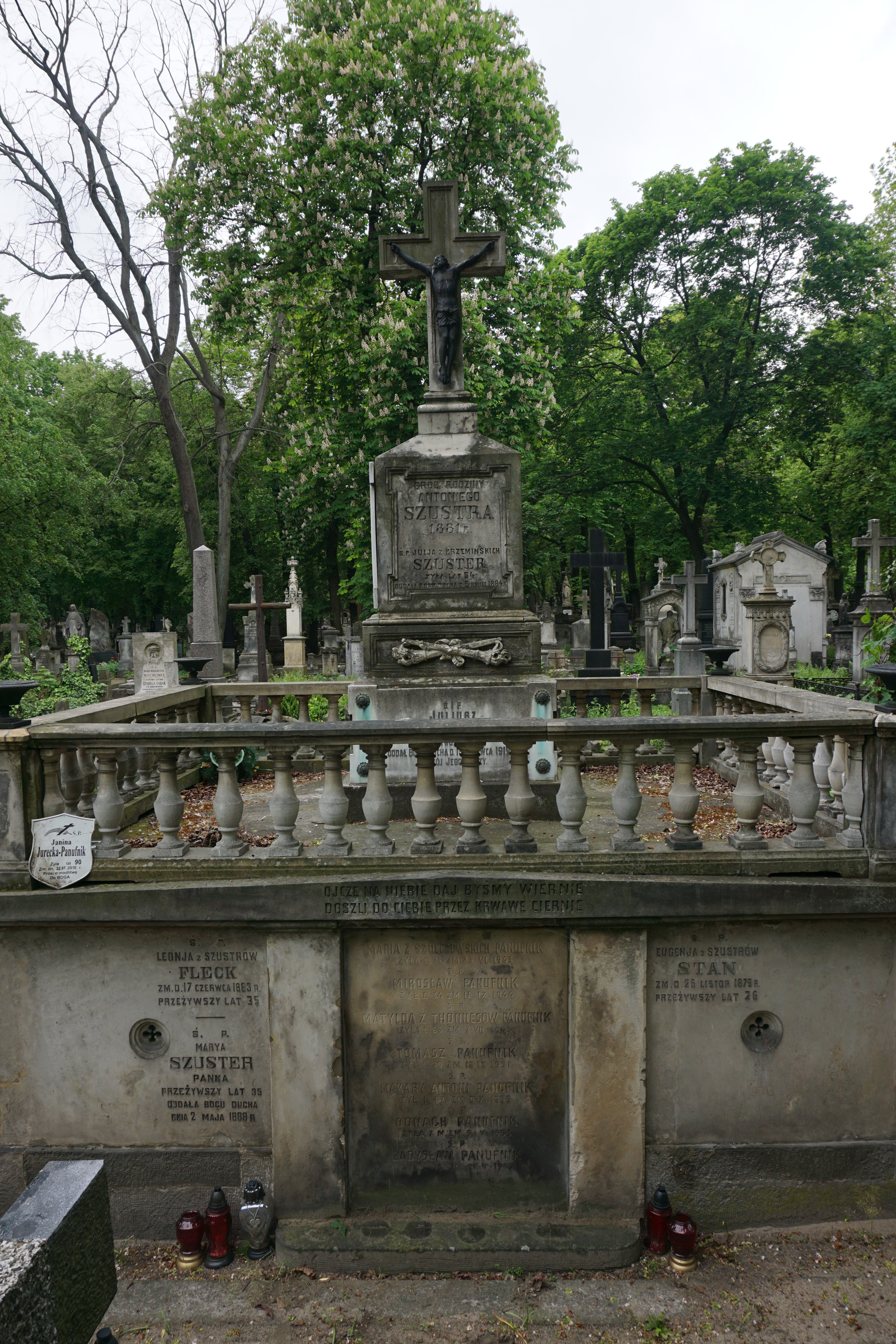
Grób Mirosława Panufnika na cmentarzu Powązkowskim

Mirosław Panufnik, ps. „Wil-Tel”, „Sawicki”, „inż. Mieczysław Jon”  (ur. 15 kwietnia 1909 w Warszawie, zm. 16 września 1944 tamże) – polski teleelektryk, żołnierz Armii Krajowej, powstaniec warszawski.

## Życiorys

### Dzieciństwo i młodość
Urodził się 15 kwietnia 1909 r. w Warszawie w rodzinie Tomasza, lutnika i instrumentologa, oraz Matyldy z domu Thonnes. Jego bratem był Andrzej, kompozytor i dyrygent. W 1927 r. zakończył naukę w V Gimnazjum Miejskim, wstępując następnie na kierunek matematyczny na Uniwersytecie Warszawskim. Po roku zdecydował opuścić uczelnię i dokończyć kształcenie na Wydziale Teletechnicznym Państwowej Wyższej Szkoły Budowy Maszyn i Elektrotechniki im. Wawelberga i Rotwanda. W 1935 r. uzyskał tytuł elektryka technologa. Naukę na studiach wyższych dzielił z pracą w amplifikatorni stołecznej rozgłośni Polskiego Radia, a zakończywszy edukację, zaczął tam pełnić obowiązki dyżurnego technika i zastępcy kierownika. Swoją pasję związaną z techniką radiową rozwijał pod okiem uznanych specjalistów: Mieczysława Kiełpińskiego, Adolfa Rode, Zygmunta Rossochackiego i Fryderyka Schöne. Oprócz tego pisał artykuły dla „Biuletynu Technicznego Biura Studiów Polskiego Radia” i angażował się w działania Sekcji Radiotechnicznej Stowarzyszenia Elektryków Polskich.

### II wojna światowa i śmierć
We wrześniu 1939 r. wciąż pracował w rozgłośni Polskiego Radia do chwili rozwiązania jej przez Niemców po kapitulacji Warszawy. Prawdopodobnie w jego pieczy znajdowały się nagrania płytowe przemówień radiowych prezydenta Warszawy, Stefana Starzyńskiego.  W październiku tego roku przystąpił do Służby Zwycięstwu Polski, która wkrótce została przekształcona w Związek Walki Zbrojnej, później zaś w Armię Krajową. Równocześnie pracował w Fabryce Aparatów Elektrotechnicznych Kazimierza Szpotańskiego, co więcej zajmował się tam prowadzeniem wykładów na rocznych kursach dedykowanych elektromonterom (działały w latach 1940–1944 w charakterze szkoły przyfabrycznej), które zainicjowali członkowie Stowarzyszenia Elektryków Polskich, aby uchronić młodych Polaków przed wywózkami na roboty przymusowe do Niemiec. Pomagał organizatorowi tych szkoleń, dr inż. Stanisławowi Wachowskiemu, oraz brał udział w opracowywaniu kompleksowego programu takich wykładów, przewidzianego do wprowadzenia po zakończeniu II wojny światowej.
Pod koniec 1942 r. otrzymał przydział w Biurze Badań Technicznych Wydziału Saperów Komendy Głównej Armii Krajowej, ponadto pełnił tam funkcję kierownika referatu studiów sabotażu i dywersji na liniach telekomunikacyjnych. W zainicjowanych przez Biuro Badań Technicznych i Biuro Studiów Kierownictwa Dywersji „Kedywu” KG AK szkoleniach konspiracyjnych nauczał instruktorów i dowódców zespołów dywersyjnych. W tym samym czasie otrzymał przydział oficera do spraw sabotażu pocztowo-telekomunikacyjnego w sztabie „Kedywu” Okręgu Warszawskiego AK, nosząc pseudonim Wil-Tel. W sierpniu 1943 r. przeniósł się wraz ze Zbigniewem Lewandowskim do Biura Badań Technicznych, gdzie współdziałał z referatem II operacji technicznych oraz wywiadu i dywersji technicznej łączności Dowództwa Wojsk Łączności KG AK. Zimą 1943/44 została opublikowana, pod pseudonimem inż. Mieczysława Jona, jego instrukcja dotycząca sabotażu i dywersji na liniach telekomunikacyjnych pt. Teletechnika. Podręcznik dla słuchaczy kursów dokształcających. Pracę, nad którą pieczę sprawował kierownik BBT, kpt. inż. Zbigniewa Lewandowskiego, rozmyślnie wydano z datą 1934 r.
Na początku 1944 r. nadano mu tytuł oficera czasu wojny w randze porucznika. W powstaniu warszawskim zajmował się organizowaniem łączności telefonicznej w plutonie łączności Armii Krajowej w batalionie „Iwo”, który był częścią Podobwodu Śródmieście Południowe. Przypuszcza się, że w ramach tej funkcji ściśle współpracował z ośrodkiem łączności K-2, mieszczącym się przy ul. Poznańskiej 12.
16 września 1944 r. poniósł śmierć w czasie wizyty rodzinnej w domu przy ul. ks. Skorupki 14 w wyniku eksplozji bomby lotniczej. Ojciec pogrzebał go w mogile powstańczej, zaś po zakończeniu II wojny światowej brat przeniósł jego szczątki do grobu rodzinnego znajdującego się na cmentarzu Powązkowskim (kwatera 22-5-25). Andrzej Panufnik poświęcił również pamięci brata „Uwerturę tragiczną”, ułożoną w 1942 r., a w 1946 i 1948 r. udostępnioną drukiem. Mirosław Panufnik został uhonorowany Złotym Krzyżem Zasługi z Mieczami.

### Rodzina
Był żonaty z Marią z Sulczewskich, z którą miał córkę Ewę, rzeźbiarkę i grafika (ur. 1936).